# Dnevnik velikog Perice
Dnevnik velikog Perice, hrvatska televizijska serija. Nakon osvojene nagrade Srce Sarajeva za najbolju komediju, na 27. Sarajevskom filmskom festivalu, redatelj Vinko Brešan najavio drugu sezonu koja se prikazivanjem 2. prosinca 2024. Serija je osvojila nagradu Zlatni studio za 2024. godinu u kategoriji „najbolja televizijska serija“.
U ožujka 2025. serija je obnovljena za treću sezonu.

## Radnja
Serija se nastavlja na kultni film Kreše Golika Tko pjeva zlo ne misli. Radnja je tridesetak godina nakon radnje iz tog filma. U seriji su nekim junacima iz filma produženi životi u novom, drukčijem i po mnogo čemu zanimljivom vremenu. U šestorima epizodama prikazuje se zbivanja u životu Perice Šafraneka i njegove obitelji tijekom 1964. godine. Perica prolazi turbulentno razdoblje svog života, a duh političkog Zapada sa svime što ga čini – od mode do glazbe, od ideja do tehnološkog napretka – postaje sve primjetniji i utjecajniji. Tadašnji Zagreb ubrzano se razvija. Stvara se i razvija bogata pop-kultura koja nezaustavljivo prodire u ondašnje socijalističko društvo. Vrijeme je plesnjaka, početaka televizije, glamuroznih glazbenih festivala. U takvom okružju zbiva se priča puna emocija, realnih životnih izbora između oportunizma i iskrene ljubavi.

## Pregled serije
Prva sezona premijerno se prikazala od 8. ožujka do 12. travnja 2021. godine. Druga sezona premijerno se prikazala od  2. prosinca do 17. prosinca 2024., dok od prvog dana sve epizode su bile dostupne na platformi HRTi.
| Sezona | Sezona | Epizode | Epizode | Originalno emitiranje | Originalno emitiranje |
| Sezona | Sezona | Epizode | Epizode | Premijera             | Finale                |
| ------ | ------ | ------- | ------- | --------------------- | --------------------- |
|        | 1.     | 6       | 6       | 8. ožujka 2021.       | 12. travnja 2021.     |
|        | 2.     | 6       | 6       | 2. prosinca 2024.     | 17. prosinca 2024.    |

### Prva sezona (2021.)
| Ep. u seriji | Naslov                     | Redatelj     | Datum prikazivanja |
| --- | -------------------------- | ------------ | ------------------ |
| 1. | "Fulir & Fulir"            | Vinko Brešan | 8. ožujka 2021.    |
| Zagreb, 1964. godina, vrijeme kada se grad modernizira i pop kultura širi socijalističkim društvom. Glavni lik je Perica Šafranek, profesor hrvatsko-srpskog jezika, koji je pod pritiskom svojih snova i stvarnosti, kao i očekivanja svoje majke Ane i ambiciozne supruge Željke. Njegov prijatelj Žnida, sin vlasnika nacionalizirane gostionice, bavi se sumnjivim poslovima. Smrt Peričinog tetka Ernesta Fulira pokreće niz događaja koji će promijeniti živote svih likova. |                            |              |                    |
| 2. | "7:2"                      | Vinko Brešan | 15. ožujka 2021.   |
| Perica, nakon pozitivnog iskustva nastupa na prvomajskoj proslavi, želi ponoviti taj osjećaj i razvija svoju pjevačku karijeru uz pomoć prijatelja Žnide i samoproglašenog menadžera. Unatoč nedostatku podrške od supruge Željke, Perica nalazi neočekivanu podršku u kolegici Nadi. Međutim, suočava se s mogućnošću da njegov prvi profesionalni nastup neće ispuniti njegova glamurozna očekivanja. |                            |              |                    |
| 3. | "Televizija je budućnost"  | Vinko Brešan | 22. ožujka 2021.   |
| Nakon uspješnog prvog javnog nastupa na vatrogasnoj zabavi, Perica je oduševljen i odlučuje da želi nastaviti pjevati i nastupati. No, sada želi bolje prilike i prestižnija mjesta za svoje izvedbe. Supruga Željka se sve više udaljava od njega i vodi svoj vlastiti život. U međuvremenu, Eugen Fulir neočekivano se pojavljuje u njihovim životima. Nadin zaručnik Milan šalje pismo o skorom vjenčanju, a Kaća, vlasnica gostionice, razmišlja kako povećati promet u svom lokalu. Žnida, Peričin prijatelj, pokušava se izvući iz nezgodne situacije u koju ga je doveo inspektor Matić, ali i dalje prati Peričinu karijeru… |                            |              |                    |
| 4. | "Ruka ruku mije"           | Vinko Brešan | 29. ožujka 2021.   |
| Nakon uspješnih pjevačkih nastupa u seoskom vatrogasnom domu i na izboru miss Dugog Sela, Peričina karijera dobiva novi uzlet. Žnida mu dogovara sudjelovanje u radijskoj emisiji “Mikrofon je vaš”. Prije toga, Pericu čeka zajednički nastup s Nadom na školskoj priredbi povodom Dana mladosti, a taj nastup će otkriti mnogo toga. Nakon poljupca sa šefom, Željka predaje zahtjev za premještaj u drugu stanicu. Fulir se udvara gospođi Ani, dok Žnida istražuje o njemu kod inspektora Matića. No, kao što kaže stara poslovica, svaka informacija ima svoju cijenu…                                                          |                            |              |                    |
| 5. | "Tko je pjevao, pjevao je" | Vinko Brešan | 5. travnja 2021.   |
| Neočekivanom pobjedom u radijskoj emisiji “Mikrofon je vaš”, Peričina pjevačka karijera dobila je novi vjetar u leđa. Nastupi se redaju jedan za drugim, a svjetla reflektora obasjavaju njegov put. No, dok na pozornici blista, privatni život mu nije tako sjajan. Brak sa Željkom je gotov, a Nada, koja mu je bila podrška, sada je u rukama svog zaručnika. Čak i prijateljstvo sa Žnidom je na velikoj kušnji. Jedina Peričina utjeha je dogovoreni nastup u Tucmanu, glavnom zagrebačkom plesnjaku, koji bi trebao potvrditi njegov zvjezdani status.                                                                        |                            |              |                    |
| 6. | "Tko pliva zlo ne misli"   | Vinko Brešan | 21. travnja 2021.  |
| Nakon uspješnog nastupa na glavnom zagrebačkom plesnjaku, Perica je osjećao da mu se sudbina smiješi. Riješio je sve nesuglasice sa Žnidom, a Nada je te večeri ostavila svog zaručnika. Činilo se da su se kockice konačno složile. No, onda je uslijedila neočekivana katastrofa - Zagreb je pogodila poplava. Cijeli južni dio grada, uključujući Trnje i Trešnjevku, našao se pod vodom. Mutna savska voda u toj dramatičnoj noći prepunoj neizvjesnosti razbistrila je neke odnose i donijela neočekivana savezništva. |                            |              |                    |

### Druga sezona (2024.)
| Ep. u seriji | Naslov                       | Redatelj     | Datum prikazivanja |
| --- | ---------------------------- | ------------ | ------------------ |
| 1. | "Rođendan i sprovod"         | Vinko Brešan | 2. prosinca 2024.  |
| Zagreb, 1964. godina, vrijeme kada se grad modernizira i pop kultura širi socijalističkim društvom. Tri godine nakon događaja na Zagrebačkom festivalu, život Perice Šafraneka se značajno promijenio. Postao je uspješan pjevač, oženjen je Nadom, nastavnicom glazbenog, i imaju sina Tinčeka. Žnida, nekadašnji sitni švercer, sada je uspješan glazbeni agent i čak je pružio ruku pomirenja svom bivšem neprijatelju Matiću, koji je postao vozač Pietra Zafferonija. Željka je napredovala u karijeri, završila je višu školu za inspektore i ima veće ambicije od posla tipkačice. Mama Ana se natječe s bivšim zastavnikom Žegarom oko odgoja unuka Tinčeka. Sve izgleda idilično, kako na obiteljskom, tako i na poslovnom planu, sve dok se ne pojavi međunarodni glazbeni agent Eddy Fuller, čiji dolazak prijeti da naruši ovu harmoniju. |                              |              |                    |
| 2. | "Opatijo bajna"              | Vinko Brešan | 3. prosinca 2024.  |
| Susret s menadžerom Eddijem Fullerom donosi velike promjene u Peričin život, što dovodi do svađe s Nadom koja odbija prisustvovati njegovom nastupu za Dan žena u Opatiji. Umjesto toga, Nada je u školskoj dvorani gdje pokušava uvježbati bend Sateliti za njihov nastup na školskoj priredbi. Perica nastupa u duetu s mladom zvijezdom Milom Majher, dok Žnida i Fuller planiraju kako podići karijere svojih klijenata na višu razinu. Istovremeno, Željka je sve nezadovoljnija jer još uvijek nije dobila svoj prvi policijski slučaj. |                              |              |                    |
| 3. | "Oslobodite orkestar"        | Vinko Brešan | 9. prosinca 2024.  |
| Nakon što se skandalozna fotografija pojavi u novinama, Peričin život se potpuno mijenja. Nada ga izbacuje iz stana, pa se vraća živjeti s majkom. Prekida poslovne veze sa Žnidom i shvaća da mu treba ozbiljan menadžer. Željka, uz pomoć Matića, dobiva svoj prvi policijski slučaj: istraživanje šverca u estradnim krugovima, što zahtijeva da se infiltrira u industriju. Dok se Perica prilagođava novim obiteljskim okolnostima, na Žnidinim vratima pojavljuje se Jagica. |                              |              |                    |
| 4. | "Vjetar, cvijeće i proljeće" | Vinko Brešan | 10. prosinca 2024. |
| Peričina pjevačka karijera napreduje zahvaljujući novom menadžeru, ali njegov privatni život je u rasulu. Shvaća da bez Nade ne može funkcionirati, ali njegovi pokušaji da je ponovno osvoji ne uspijevaju. Nada obećava bendu Sateliti da će im napisati pjesmu koja će pokrenuti njihovu karijeru. Mila Majher priznaje da nije sretna jer vidi Peričinu tugu zbog svađe s Nadom. U međuvremenu, Željka i Matić napreduju u istrazi šverca u estradnim krugovima, a svi očekuju da će Zdenkin debitantski nastup u Češkom domu biti ključan za slučaj. Žnida je u depresiji, a Jagica mu nastoji pomoći da se ponovno oporavi. |                              |              |                    |
| 5. | "Rekla je da"                | Vinko Brešan | 16. prosinca 2024. |
| Nastup u Češkom domu, otkriva mnogo novih stvari. Predstavljaju se talentirane pjevačice, razotkrivaju policijske zamke i stvaraju nova poznanstva. Perica dolazi do spoznaje da je pogriješio i želi se pomiriti s Nadom i svojim najboljim prijateljem Žnidom. Shvaća koliko je vremena izgubio u ljutnji i nesporazumima, vjerujući da je njegova ljubav prema Nadi dovoljno snažna da prebrodi sve prepreke. Vlado, inspiriran ljubavlju, piše dirljive stihove za Nadu, a ona održava svoje obećanje i sklada pjesmu za Satelite. Nakon uspješne modne revije, Žnida dolazi do zaključka da je Jagica osoba kojoj može vjerovati i osloniti se na nju. |                              |              |                    |
| 6. | "Sve moraš sam"              | Vinko Brešan | 17. prosinca 2024. |
| Perica je slomljen nakon što vidi poljubac između Nade i frontmena Satelita. Iako se pomirio sa Žnidom, koji mu otkriva Fullerove spletke, to mu ne donosi utjehu. Na nagovor oca, Nada dolazi Perici i objašnjava da je poljubac bio nesporazum te mu izjavljuje ljubav, no i dalje ostaje problem oslobađanja od manipulativnog menadžera Eddija Fullera. Pericu uskoro čeka važan nastup na Jugoviziji u Skoplju, a u međuvremenu, svi tragovi Željkine policijske istrage vode upravo tamo. |                              |              |                    |

## Glumačka postava

### Glavni
- Živko Anočić kao Perica Šafranek
- Mirjana Bohanec Vidović kao Ana Šafranek
- Csilla Barath Bastaić kao Željka Šafranek Kostanjšek, Peričina supruga, kasnije se razvedu i udaje se za kapetana Karla Bulića
- Dušan Bućan kao Josip Žnidaršič - Žnida, Peričin najbolji prijatelj
- Iva Babić kao Nada Žegar-Šafranek, nastavnica muzičkog odgoja
- Nikola Kojo kao zastavnik Žegar
- Rade Šerbedžija kao Eduard Eddy Füller (Sezona 2)
- Branko Pjer Meničanin kao Matić (sporedna, sezona 1; glavna, sezona 2)
- Goran Navojec kao kapetan Karlo Bulić
- Lana Ujević Telenta kao Mila Majher (Sezona 2)
- Lana Meniga kao Zdenka (Sezona 2)
- Bernard Tomić kao Vlado (Sezona 2)
- Otokar Levaj kao Eugen Fulir (Sezona 1), brat pokojnog Ernesta Fulira

### Sporedni
- Ana Begić Tahiri kao Kača, konobarica
- Dejan Aćimović kao direktor škole
- Hana Hegedušić kao Jagica
- Jan Kovačić kao Slavko
- Tit Medvešek kao Tadija
- Vili Gobac kao Mirko
- Dado Ćosić kao sumnjivi čovjek
- Arian Vidalin kao Martin Šafranek
- Uroš Jakovljević kao Milan Jovanović (Sezona 1)

### Ostale uloge
Prva sezona:
- Ljiljana Bogojević kao Milena Jovanović, mama Nadinog dečka
- Milan Pleština kao Major Jovanović, suprug Milene Jovanović
- Damir Šaban kao Imbra
- Ivana Legati kao tajnica škole
- Damir Orlić kao Ante Gačina
- Iva Visković kao voditeljica Zagrebačkog festivala

Druga sezona:
- Marko Petrić kao Krešo Golik
- Janko Rakoš kao fotoreporter Mirković, paparazzo
- Vanda Vujanić Šušnjar kao kolegica Danica
- Marta Novosel kao Daktilografkinja
- Ivan Livaja kao Eddijev vozač
- Ivana Legati kao tajnica škole
- Filip Križan kao radijski voditelj
- Miro Ungar kao gost u hotelu
- Krešimir Renzo Prosoli kao gost u hotelu
- Slavica Markulin kao gost u hotelu
- Marija Lovrec kao šef sale
- Rea Janjić kao obožavateljica
- Ana Pogorelić kao Eddijeva tajnica
- Tamara Vrdoljak kao voditeljica RTV
- Danijela Aquilante Ravlić kao recepcionerka
- Vid Balog kao Japa
- Tin Rožman kao milicajac
- Biserka Ipša Kunčević kao gospođa u zoo
- Psihomodo pop kao orkestar iz zatvora
- Slobodan Milovanović kao Pero vozač
- Dražen Kühn kao Miljenko Strabić
- Hrvoje Barišić kao direktor češkog doma
- Rakan Rushaidat kao Alfi Kabiljo
- Vedran Živolić kao Alfons Vučer
- Luka Petrušić kao Ljubo Kuntarić
- Pavle Matuško kao Miljenko Prohaska
- Anja Đurinović kao Nela
- Coco Mosquito kao muzičar na reviji
- Sunčana Zelenika Konjević kao gospođa u gotionici
- Swingersi kao orkestar u češkom domu
- Damir Lončar kao Majčec
- Ognjen Milovanović kao redatelj RTV
- Rej Kovačević kao pomoćnik režije
- Joško Ševo kao direktor Jugomonta
- Lucija Dujanović kao tajnica Jugomonta
- Martin Kosovec kao Ivo Robić
- Miroslav Čabraja kao milicioner Stojanovski
- Damir Poljičak kao milicioner Tripčevski
- Iva Šulentić kao voditeljica Jugovizije
- Aleksandra Krsteska kao voditeljica Jugovizije / Makedonija
- Daria Lorenci Flatz kao članica žirija Emina
- Nina Violić kao članica žirija Urška
- Albino Uršić kao član žirija Hrvoje
- Neven Malenica kao član žirija Jovica
- Hrvoje Hribar kao redatelj jugovizije
- Pjer Meničanin kao Matićev brat blizanac

## Glazba
Glazba uvodne špice je "Golubovi" Ive Robića. Kroz seriju pjeva se i svira mnogo glazbenih djela iz 50-ih i 60-ih.
Popis glazbe koja se koristi u seriji, po epizodama:

### Prva sezona
| Fulir & Fulir - „Golubovi“ - Ivo Robić - „Fala“ - Vlaho Paljetak i Dragutin Domjanić - „Prolazi“ - Stjepan Jimmy Stanić - „Marijana“ - Vlaho Paljetak - „Još samo večeras“ - Drago Diklić - „Bosonoga“ - Zdenka Vučković - „Internacionala“ - Pierre De Geyter - „Valcer u H-molu“ - Frédéric Chopin - „Da nam živi živi rad“ - Josip Slavenski - „Po lojtrici gor i dol“ - tradicionalna - „Zar možda sumnjaš“ - Zdenka Vučković - „Oprosti“ - Andrija Konc - „Karmelita“ - Ferdo Pomykalo - „Prolazi sve“ - Stjepan Jimmy Stanić (Dino Antonić) | 7:2 - „Ilica u noći“ - Anica Zubović - „Ljubav ili šala“ - Gabi Novak - „Nina“ - Beti Jurković - „Djevojčice (U pola dva)“ - Duo Hani (Zdenka Kovačiček i Nada Žitnik) - „Kak taubeka dva“ - tradicionalna - „Pjesma Zagrebu“ - Zvonimir Krkljuš - „Ljuljačka“ - Beti Jurković - „Često te sretnem“ - Arsen Dedić - „Pokloni svoj mi foto“ - Stjepan Jimmy Stanić (Dino Antonić) - „Zdenka, zar te nije sram“ - Milan Bačić - „Ja sam mlada deklica“ - tradicionalna - „Turopoljski drmeš“ - tradicionalna - „Lepe ti je, lepe ti je“ - tradicionalna - „Po šumama i gorama“ - tradicionalna | Televizija je budućnost - „Crvčak i mrav“ - Zdenka Vučković - „More, more“ - Anica Zubović - „Splitske kale“ - tradicionalna - „Bijela lađa plovi morem“ - Zvonimir Krkljuš - „Noćas (Noćas ću draga)“ - Novi fosili - „Lijepo ti je Druga Tita kolo“ - tradicionalna pjesma o Titu - „Magistrala“ - Ivo Robić - „Ta tvoja ruka mala“ - Ivo Robić - „Serenada Opatiji“ - Ivo Robić - „U nedilju Ane (Kad si kupim mali motorin)“ - Vice Vukov, druga verzija Marko Novosel - „Autobus Calypso“ - Beti Jurković i Ivo Robić (Dino Antonić) - „Vrijeme rastanka“ - Kvartet 'Problem' - „Milioner“ - Zvonko Spišić |

| Ruka ruku mije - „Bilećanka“ - Milan Apih (Dino Antonić) - „Marjane, Marjane“ - tradicionalna - „Još uvijek“ - Gabi Novak - „Sretan Put“ - Gabi Novak - „Libiamo ne'lieti calici - La Traviata“ - Giuseppe Verdi - „Za jedan časak radosti“ - tradicionalna - „Kukavica (U gaju tom)“ - Andrija Culig - „Potraži me u predgrađu“ - Lado Leskovar (Dino Antonić) - „Prvi snijeg“ - Gabi Novak - "Ljuljačka" - Dino Antonić - „Tri prijatelja“ - Marko Novosel | Tko je pjevao, pjevao je - „Sombrero“ - Trio Tividi - „Zar ne znaš“ - Andrija Konc - „Malena“ - Vice Vukov - „Još samo pet minuta“ - Zdenka Vučković - „Oglas“ - Marko Novosel | Tko pliva zlo ne misli - „Zbog čega te volim“ - Ivo Robić (Marko Novosel) - „Cipelica“ - Zdenka Vučković - „Parkovi“ - Tereza Kesovija - „Klin“ - Kvartet 4M - „Sve dođe na svoje“ - Dino Antonić & DVP Big band |

### Druga sezona
| Rođendan i sprovod - „Kad si sretan“ – tradicionalna - „Druže Tito, ljubičice bijela“ – tradicionalna - „Fala“ - Vlaho Paljetak i Dragutin Domjanić - „Marijana“ - Vlaho Paljetak - „Golubovi“ - Ivo Robić - „Ljubav i moda“ - „Sam“ - „Dani“ – Zdenka Vučković - „Uspavanka Op. 49 No. 4 Wiegenlied“ – Johannes Brahms - „Po šumama i gorama“ – tradicionalna - „Sve dođe na svoje“ – Dino Antonić - „Obećaj mi to“ – Gabi Novak i Marko Novosel - „Samo jednom se ljubi“ – Ivo Robić - „Bio sam klaun s velikim crvenim nosom“ – Stjepan Jimmy Stanić | Opatijo bajna - „Sve dođe na svoje“ – Dino Antonić - „Obećaj mi to“ – Gabi Novak i Marko Novosel - „Trink, trink bruderlein trink“ – Wilhelm Lindemann - „Sve dođe na svoje“ (aukustinčna) - „Golubovi“ – Ivo Robić - „Za jedan časak radosti“ – tradicionalna - „Marijana“ - Vlaho Paljetak - „Idem i ja...ne, ti ne“ – Kvartet 4M - „Često te sretnem“ – Arsen Dedić - „Intima“ |

## Snimanje
Snimanje je započelo 15. lipnja 2020. godine. Predviđeno je bilo da potraje do sredine kolovoza, međutim završeno je 30. rujna 2020. godine. Lokacije snimanja su u Zagrebu i okolici. Premijerno prikazivanje najavljeno je za jesen 2020. na HRT-u. Zanimljivo je da je lokacija fiktivnog lokala K Žnidaršiću, iz filma Tko pjeva zlo ne misli, ostala ista.
Snimanje druge sezone koje je bilo najavljeno za travanj 2022. godine ali je otkazano je zbog financijskih problema. Nakon što je serija prošla na natječaju druga sezona je ponovo najavljena. i započela je snimanje početkom travnja 2024. U Zagrebu se snimalo u Češkom domu, hotelu Esplanade, Gornjem gradu, Zrinjevcu, Zoološkom vrtu, dok u Opatiji u hotel Milenij i u Rijeci u Guvernerovoj palači.

## Tehničko osoblje
Producenti u ime Croatia filma su Biserka Mihalić i Željko Zima, a autor, scenarist i izvršni producent serije je Albino Uršić.
Redatelj serije je Vinko Brešan, a autor Albino Uršić. Scenaristi su Renato Baretić, Emir Imamović Pirke i Albino Uršić. Direktor fotografije je Radislav Jovanov Gonzo, glazbeni producent i aranžer Coco Mosquito, scenografkinja Željka Burić, kostimografkinja Željka Franulović, slikarica maske Ana Bulajić Črček. Za HRT seriju proizvodi producent Croatia film, a urednica je Zinka Kiseljak.

## Međunarodna prikazivanje
Bosna i Hercegovina je prikazala seriju na Federalnoj televiziji od 5. ožujka 2022. subotom u večernjim satima. U Sloveniji od travnja 2022 serija je dostupna na streaming platformi Voyo.
| Zemlja              | Mreža | Premijera       | Finale           |
| ------------------- | ----- | --------------- | ---------------- |
| Bosna i Hercegovina | FTV   | 5. ožujka 2022. | 9. travnja 2022. |
| Slovenija           | VOYO  | travanj 2022.   | travanj 2022.    |

## Vanjske poveznice
- Službena stranica Real grupe
- Dnevnik velikog Perice u internetskoj bazi filmova IMDb-a